# صموئيل إدوارد دوسن
صموئيل إدوارد دوسن هو شخصية أعمال كندي، ولد في 1 يونيو 1833 في History of Halifax, Nova Scotia ‏ في كندا، وتوفي في 9 فبراير 1916 في ويسماونت في كندا.